# Jair Tavares da Silva
Jair Tavares da Silva (Brasil; 3 de agosto de 1994) es un futbolista brasileño. Su posición es la de mediocampista y actualmente juega para el FC Petrolul de la Liga I de Rumanía.

## Trayectoria
El 13 de junio de 2022 se hace oficial la rescisión de su contrato con el HJK Helsinki.
El 17 de junio de 2022 se hizo oficial su llegada al FC Petrolul firmando un contrato por dos años.

## Estadísticas

### Clubes
Actualizado al último partido jugado el 5 de mayo de 2024.
| Ituano F. C. · Brasil | 3.ª           | 2015          | 0   | 0  | 7  | 0 | -  | - | 7   | 0  | 0    |
| Ituano F. C. · Brasil | Total         | Total         | 0   | 0  | 7  | 0 | 0  | 0 | 7   | 0  | 0    |
| AC Oulu · Finlandia | 2.ª           | 2016          | 25  | 1  | -  | - | -  | - | 25  | 1  | 0.04 |
| AC Oulu · Finlandia | 2.ª           | 2017          | 19  | 3  | 5  | 1 | -  | - | 24  | 4  | 0.17 |
| AC Oulu · Finlandia | 2.ª           | 2018          | 27  | 4  | 6  | 0 | -  | - | 33  | 4  | 0.12 |
| AC Oulu · Finlandia | Total         | Total         | 71  | 8  | 11 | 1 | 0  | 0 | 82  | 9  | 0.11 |
| FC Ilves Tampere · Finlandia | 1.ª           | 2019          | 26  | 2  | 9  | 1 | -  | - | 35  | 3  | 0.09 |
| FC Ilves Tampere · Finlandia | 1.ª           | 2020          | 20  | 3  | 5  | 0 | 1  | 0 | 26  | 3  | 0.12 |
| FC Ilves Tampere · Finlandia | Total         | Total         | 46  | 5  | 14 | 1 | 1  | 0 | 61  | 6  | 0.10 |
| HJK Helsinki · Finlandia | 1.ª           | 2021          | 20  | 6  | 3  | 2 | 13 | 2 | 36  | 10 | 0.28 |
| HJK Helsinki · Finlandia | 1.ª           | 2022          | 11  | 2  | 3  | 0 | -  | - | 14  | 2  | 0.14 |
| HJK Helsinki · Finlandia | Total         | Total         | 31  | 8  | 6  | 2 | 13 | 2 | 50  | 12 | 0.24 |
| F. C. Petrolul · Rumania | 1.ª           | 2022-23       | 34  | 3  | 1  | 0 | -  | - | 35  | 3  | 0,09 |
| F. C. Petrolul · Rumania | 1.ª           | 2023-24       | 38  | 7  | 2  | 0 | -  | - | 40  | 7  | 0,18 |
| F. C. Petrolul · Rumania | Total         | Total         | 72  | 10 | 3  | 0 | 0  | 0 | 75  | 10 | 0,13 |
| Total carrera | Total carrera | Total carrera | 220 | 31 | 41 | 4 | 14 | 2 | 275 | 37 | 0,13 |
| (1) Incluye datos de Copa Paulista, Copa de Brasil y Copa de Finlandia. (2) Incluye datos de Liga de Campeones de la UEFA y Liga Europa de la UEFA. (3) No incluye goles en partidos amistosos. |               |               |     |    |    |   |    |   |     |    |      |

## Palmarés

### Títulos nacionales
| Título            | Club             | País      | Año  |
| ----------------- | ---------------- | --------- | ---- |
| Copa de Finlandia | FC Ilves Tampere | Finlandia | 2019 |
| Veikkausliiga     | HJK Helsinki     | Finlandia | 2021 |